# Standfussiana melanophila
Standfussiana melanophila är en fjärilsart som beskrevs av Karl Schawerda 1933. Standfussiana melanophila ingår i släktet Standfussiana och familjen nattflyn. Inga underarter finns listade i Catalogue of Life.